# Фонд PAN Parks
Фонд PAN Parks — неправительственная организация, созданная для защиты дикой природы Европы. В мае 2014 года фонд объявил о банкротстве в Нидерландах, в ликвидации, однако, фонду было отказано.

## Общее
PAN Parks был создан Всемирным фондом дикой природы и голландской туристической компанией Molecaten и начал работу в 1999 году. Целью реализации такого проекта было создание национальных парков по подобию Йеллоустонского национального парка в Северной Америке.
Организация ставила своей задачей учреждение современных заповедников, в которых новая туристическая инфраструктура была бы хорошо сбалансирована с охранными мероприятиями на этой территории и планами по развитию региона на местном уровне. Процесс реализации шёл через всевозможные проверки, что помогало сертифицировать недавно созданные парки и организации партнёров под общие стандарты, в сочетании с политической пропагандой локального общеевропейского характера.

## Список объектов PAN Parks
- Центральный Балканский Национальный парк, Болгария
- Национальный парк Фулуфьеллет, Швеция
- Национальный парк Маелла, Италия
- Национальный парк Оуланка, Финляндия
- Национальный парк Паанаярви, Россия
- Национальный парк Ретезат, Румыния
- Национальный парк Рила, Болгария
- Национальный парк Боржоми-Харагаули, Грузия
- Национальный парк Прибрежные острова, Финляндия
- Национальный парк Пенеда-Жереш, Португалия
- Национальный парк Соомаа, Эстония
- Национальный парк Дзукии, Литва
- Национальный парк Куре Горы, Турция[3]